# Arctia standfussi
Arctia standfussi är en fjärilsart som beskrevs av Johannes Karl Max Röber 1900. Arctia standfussi ingår i släktet Arctia och familjen björnspinnare. Inga underarter finns listade i Catalogue of Life.